# 伊桑德拉德

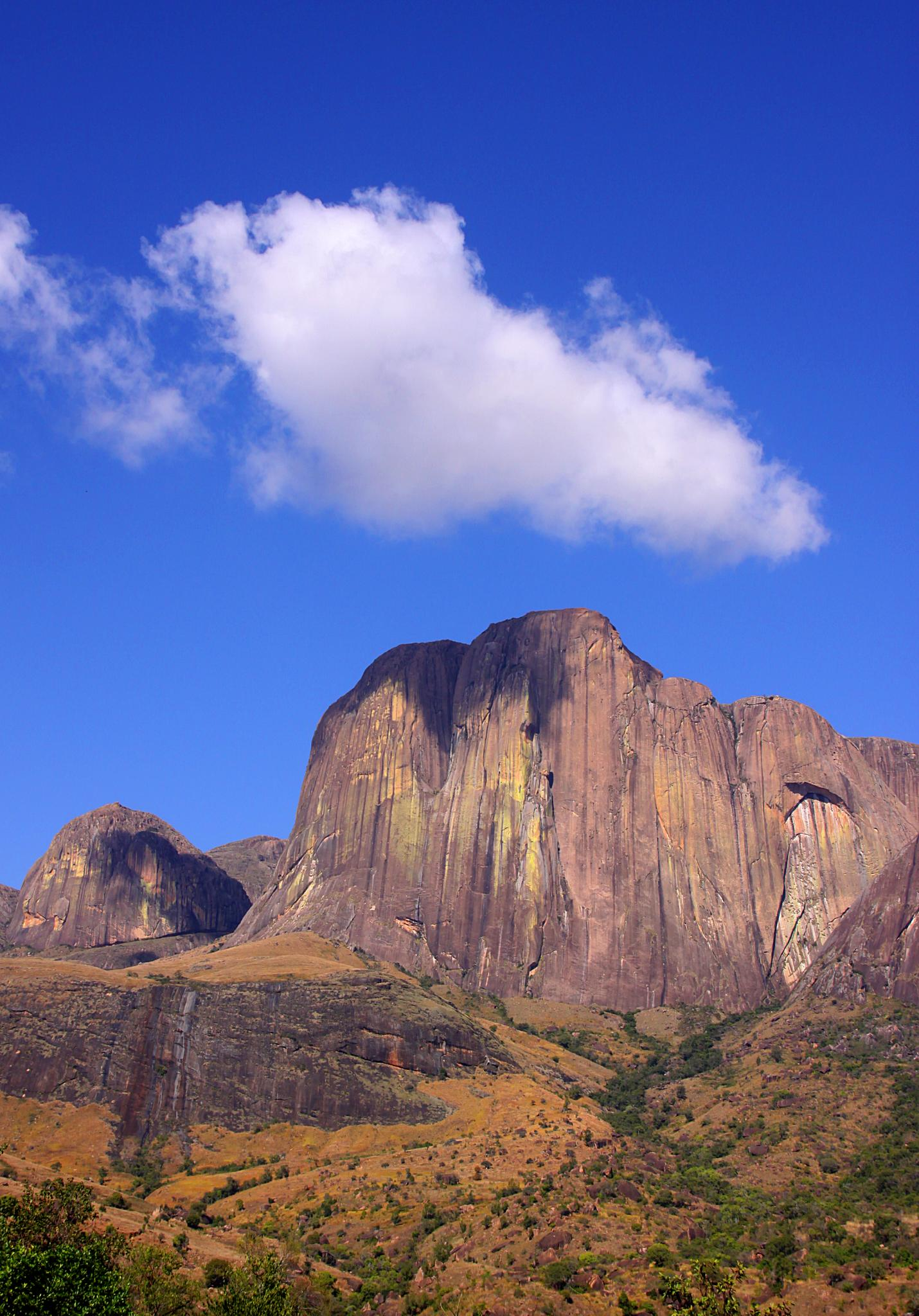

伊桑德拉德的悬崖和岩洞是马达加斯加贝齐寮人的一个聚居区，在贝齐寮人文化中心菲亚纳兰楚阿西北大约30千米。本区有一个巨大的花岗岩悬崖，被侵蚀有上百万年。政府于1997年11月14日申请该地为联合国教科文组织世界遗产。